# Nektarius von Konstantinopel
Nektarius (* in Tarsus; † 29. September 397) war von 381 bis 397 Erzbischof von Konstantinopel. Sein Titel in diesem Amt war Patriarch.
Er war Senator und Praetor, als Theodosius I. ihn, noch ungetauft, dem Ersten Konzil von Konstantinopel 381 als neuen Bischof der Konzilsstadt unterbreitete. Die Synode folgte dem Vorschlag. Michael Fiedrowicz vermutet, dass Nektarius' Taufbekenntnis in die (heute verlorenen) Akten von Konstantinopel aufgenommen und so als Glaubensbekenntnis von Konstantinopel vom Konzil von Chalcedon, dem die Akten des Konstantinopolitanum noch vorlagen, rezipiert worden ist. Im Jahr 391 soll Nektarius das Institut der öffentlichen Kirchenbuße durch individuelle Bußleistungen ersetzt haben. 
Nektarius steht zeitlich direkt zwischen den beiden ungemein bedeutenderen Bischöfen von Konstantinopel, Gregor von Nazianz und Johannes Chrysostomos.
Seine Gedenktage in der Gedenktag katholischen und orthodoxen Kirche ist der 11. Oktober sowie syrisch-orthodoxen Kirche der 22. Dezember.